# 朱迪·柯林斯
朱迪思·玛乔丽·柯林斯（Judith Marjorie Collins，1939年5月1日—），人称朱迪·柯林斯（Judy Collins），知名美國歌手、流行曲作曲家、錄製的作品展示出別樹一格的品味。（當中包括民歌, 戲劇曲目, 流行曲, 搖滾及標準音樂），知名社會運動參與者。

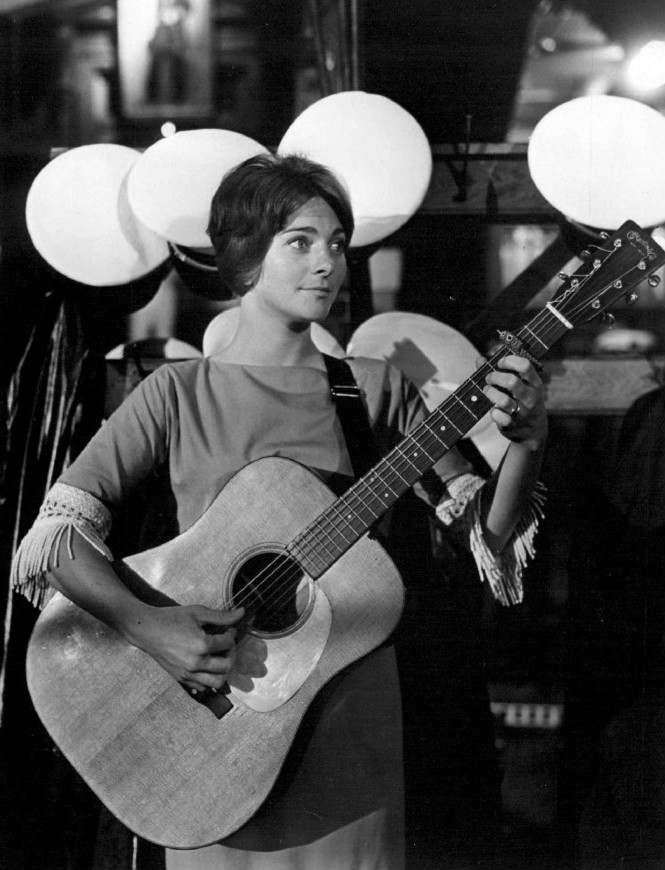
歌琳1963年亮相於電視劇Hootenanny.

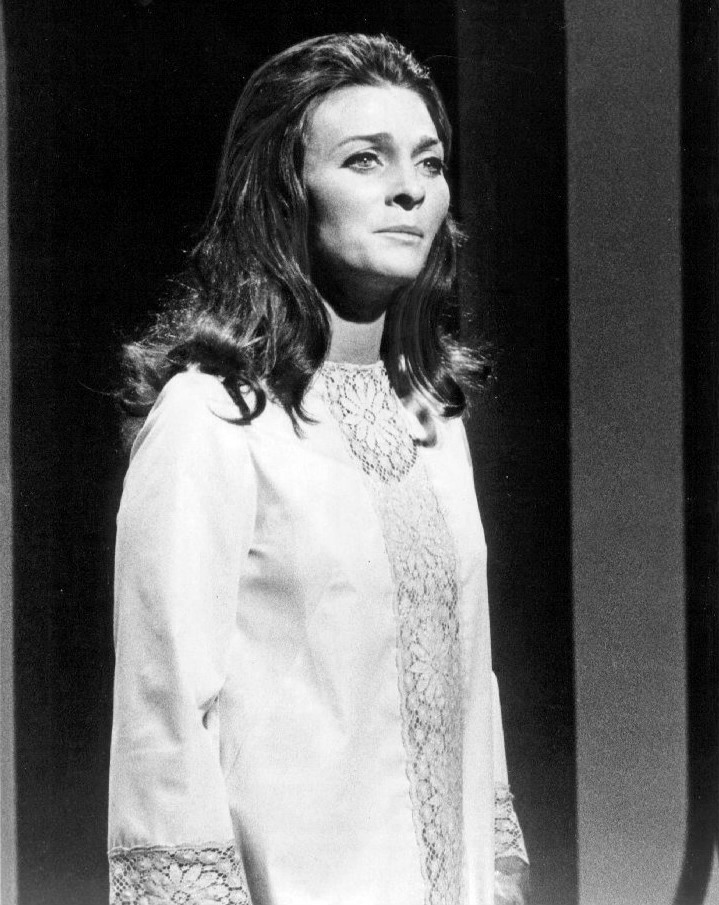
1968年歌琳參演 The Smothers Brothers Comedy Hour

## 早年生活及音樂事業
柯林斯在華盛頓州的西雅圖出生，是五個兄弟姐妹中的老大，在那裡度過了她生命的頭十年。她的父親是一名視力障礙歌手，鋼琴演奏家和廣播節目主持人，1949年在科羅拉多州丹佛工作，全家搬到了那裡。柯林斯與安東尼奧·布里科學習古典鋼琴，並在13歲時公開亮相，演奏了莫扎特的兩架鋼琴協奏曲。 Brico當時和以後對科林斯對民間音樂的興趣逐漸淡化，這使她做出了艱難的決定，決定停止上鋼琴課。多年後，在國際知名度之後，她邀請Brico參加她在丹佛舉行的一場音樂會。表演結束後他們見面時，Brico握住Collins的兩隻手，若有所思地看著她的手指，說道：“小朱迪-你真的可以去地方了。再後來，柯林斯發現布里科自己年輕的時候就靠謀生爵士和ragtime鋼琴為生（“唱歌課”，第71-72頁）。柯林斯早年有幸通過父親與許多專業音樂家會面。
然而，這是伍迪·蓋瑟瑞和皮特·西格的音樂，以及1960年代初期美國民間音樂復興的歌曲傳統音樂。激發了柯林斯的興趣，並喚醒了她對歌詞的熱愛。首次亮相鋼琴三年後，她正在彈吉他。從丹佛東部高中畢業後，她作為民間藝術家的首次公開露面是在科羅拉多州博爾德的Michael's Pub和丹佛的民間俱樂部Exodus。她的音樂會在她的丈夫所任教的康涅狄格大學流行。她與大衛·格里斯曼和Tom Azarian一起參加聚會和校園廣播。她最終前往紐約格林威治村，在那裡她曾在Gerde's Folk City等俱樂部打球，直到與Elektra唱片簽約，她與之相關的合約已有35年了。 1961年，柯林斯在22歲時發行了她的第一張專輯“永恆的女僕”。
起初，她演唱傳統民歌或其他人創作的歌曲，尤其是當時的抗議歌曲作者，例如湯姆·帕克斯頓、菲兒·奧科斯和卜·戴倫。她錄製了這段時期自己的重要歌曲，例如Dylan的《手鼓先生先生》和皮特·西格的"Turn! Turn! Turn!"。柯林斯還有助於將鮮為人知的音樂家帶到更廣泛的公眾面前。例如，她錄製了加拿大詩人里安納·哥漢的歌曲，這些年來，她成為了密友。她還錄製了歌手歌手的歌曲，例如艾瑞克·安徒生、佛瑞德·尼爾、伊恩·泰森、瓊尼·米歇爾、蘭迪·紐曼、羅賓·威廉森和理查德·法里尼亞早已獲得全國讚譽。 
柯林斯的前幾張專輯都是基於吉他的簡單民謠，但在1966年，她以“In My Life”的名字開始擴展業務，並收錄了來自不同來源的作品作為披頭四樂團、里安納·哥漢、雅克·布雷爾和寇特·威爾 。馬克·艾布拉姆森生產並安排喬舒亞·羅夫金製作專輯，並在許多數字中加入了華麗的編排。這張專輯對民間藝術家而言是一個重大的改變，並為Collins在接下來的十年中的後續工作奠定了基礎。
柯林斯以1967年的專輯“Wildflowers”（也是由艾布拉姆森製作並由里夫金安排的）開始錄製自己的作品，從“自問起”開始。專輯還為柯林斯帶來了巨大的成功，並在Mitchell的“Both Sides Now”中獲得了格萊美獎，該專輯在1968年12月達到了告示牌百強單曲榜的第8位。1968年電影“主題是玫瑰”中演唱了兩首歌（“誰知道時間在哪裡”和“信天翁”）。
柯林斯1968年的專輯“誰知道時間在哪裡”由大衛·安德爾製作，並由Stephen劇照（Crosby， Stills ＆Nash）的成員，當時她很浪漫。（她是Stills的CSN經典作品"Suite：Judy Blue Eyes"的靈感來源。）“Time Goes”的聲音柔和鄉村的聲音中包括了伊恩·泰森的“Someday Soon”和標題曲目，由英國歌手兼詞曲作者Sandy Denny撰寫。專輯還以柯林斯的作品《我的父親》為特色，也是倫納德·科恩的《Bird on the Wire》的首張封面之一。
到1970年代，柯林斯以藝術歌曲歌手和民謠歌手而聲名狼藉，並開始以自己的作品脫穎而出。她還以廣泛的素材而著稱：這一時期的歌曲包括傳統的基督教詩歌“Amazing Grace”、史蒂芬·桑坦的Broadway ballad“發送“小丑”“（均為單曲排名前20位的歌曲），錄製Joan Baez的“大衛的歌”和她自己的作品，例如“出生於品種”。
Collins來賓在1978年1月播出的一集中的“The Muppet Show”中出演了主角，唱歌“皮翼蝙蝠”、“我認識吞下蒼蠅的老太太”、“做雷米”、“小丑入場”。她還多次出現在“芝麻街”上，在那裡她與“任何布偶”漁民合唱了“漁民之歌”，並用“是”一詞與比夫和蘇利合唱了三重奏，甚至出演了她演唱了1983年動畫片“ 精靈自己的魔法”中的音樂，並演唱了Rankin-Bass電視電影"柳樹風"。
柯林斯1979年的專輯"戀人的辛苦以柯林斯的裸露封面照片獲得了一些額外的宣傳。
1990年，柯林斯在Columbia Records下發行了專輯“伊甸之火”。專輯產生了一張單曲，由Kit Hain和Mark Goldenberg撰寫的“伊甸之火”。該單曲在 Billboard的 Adult Contemporary圖表上排名第31位。發行時，柯林斯曾多次現場演唱這首歌，包括在由約翰尼·卡森主演的“今晚演出”和“ 瓊·河秀中”。還發布了宣傳該歌曲並以Collins為特色的音樂視頻。 稍後Cher為她1991年的專輯“Love Hurts”錄製了“伊甸之火”。柯林斯的《伊甸之火》中其他令人難忘的歌曲包括《暴雪》，《黑暗前的家》和The Hollies歌曲的封面–“我呼吸的空氣”。
柯林斯的第一本回憶錄《信任你的心》於1987年出版，一本小說《無恥的》隨後於1995年出版。第二本回憶錄《理智與優雅》（2003）講述了她的去世。兒子克拉克（Clark）於1992年1月成立。在經理[凱瑟琳·德保羅（Katherine DePaul）]的幫助下，她創立了“野花唱片”。儘管她的唱片銷量已經不是以往，但她仍然在美國，歐洲，澳大利亞和新西蘭進行唱片和巡迴演出。她在比爾·克林頓總統於1993年的首次就職典禮上演出，演唱了"Amazing Grace"和"Chelsea Morning"（克林頓夫婦說，他們給女兒取名切爾西，之後是柯林斯錄製的歌曲。 2006年，她在Eliot Spitzer的商業廣告中演唱了"This This of Mine"。

包括肖恩·科爾文、洛福士·溫萊特和克里西·海特在內的許多藝術家都在致敬在2008年發行的專輯—“Born to the Breed”中演唱了她的作品。在同一年，柯林斯發行了自己的 Beatles歌曲封面專輯，並獲得了普瑞特藝術學院的榮譽博士學位。 5月18日，在2010年，柯林斯在新港民謠節演唱了Newport Folk Festival，這是艾米·斯皮斯的一首歌。
柯林斯參加了第7、9、10， 11日，第12、13和14屆年度獨立音樂獎在此過程中極大地幫助了獨立音樂家的職業生涯。
2012年7月，柯林斯以客座藝術家的身份出現在澳大利亞SBS電視節目“RocKwiz”上。
2019年6月25日，"紐約時報"列出了數百名藝術家，據報導朱迪·柯林斯的材料在2008 Universal Fire中被毀。